# Soroush Rafiei
Soroush Rafiei (en persa: سروش رفیعی‎; Shiraz, 24 de marzo de 1990) es un futbolista iraní que juega en la demarcación de centrocampista para el Persepolis FC de la Iran Pro League.

## Selección nacional
Hizo su debut con la selección de fútbol de Irán el 18 de noviembre de 2014 en un encuentro amistoso contra Corea del Sur que finalizó con un resultado de 1-0 a favor del combinado iraní tras el gol de Sardar Azmoun. Además disputó dos partidos de la fase de grupos de la Copa Asiática 2015.

## Clubes
| Club            | País  | Año         | Partidos | Goles |
| --------------- | ----- | ----------- | -------- | ----- |
| Fajr Sepasi FC  | Irán  | 2009 - 2011 | 40       | 10    |
| Foolad FC       | Irán  | 2011 - 2015 | 92       | 14    |
| Tractor Sazi FC | Irán  | 2015 - 2017 | 52       | 5     |
| Persepolis FC   | Irán  | 2017        | 21       | 4     |
| Al-Khor SC      | Catar | 2017 - 2018 | 22       | 5     |
| Foolad FC       | Irán  | 2018        | 5        | 0     |
| Persepolis FC   | Irán  | 2018 -      |          |       |

## Palmarés

### Campeonatos nacionales
| Título          | Club           | País | Año  |
| --------------- | -------------- | ---- | ---- |
| Liga Azadegan   | Fajr Sepasi FC | Irán | 2011 |
| Iran Pro League | Foolad FC      | Irán | 2014 |
| Iran Pro League | Persepolis FC  | Irán | 2017 |